# 本頓維
本頓維（英語：Bentonville）是美国阿肯色州西北部的一个城市，为本顿郡的郡治，也是全球最大零售商沃尔玛的总部所在地。根据美国2020年人口普查，该市的人口为54,164人。

## 历史

### 早期历史
在现在被人们称为本顿维尔的区域里，已知的最早人类活动痕迹是居住在密苏里州的奧塞奇族将这里作为狩猎场。奥赛奇族人离开他们的居所，在现今的本顿县打猎几个月，然后返回。白人定居者于1837年左右首次来到该地区，并将其定居地命名为“奥塞奇”。到了此时，奥塞奇人已经不再使用该地区进行狩猎，而白人定居者开始建立农场。1836年9月30日，本顿县成立后，奥塞奇被认为是建立县城的合适地点，第二年，城中心广场被设立为县政府所在地。为了纪念密苏里州的一位大力支持阿肯色州立州的参议员托马斯·哈特·本顿，奥赛奇被改名为本顿维尔。
1836年，阿肯色州建州两年后，成千上万来自佐治亚州的切诺基人穿过本顿县，走过眼泪之路，通往现今俄克拉荷马州境内的印第安领地。
南北战争时期，尽管本顿维尔内没有发生内战，但这座城市被两军占领，几乎所有建筑物都被对立的军队或暴徒烧毁坏了。本顿维尔是豌豆岭战役战前联盟军的集结地，该战役发生在城镇东北方大约12英里（19公里）。在战役前，镇内发生了短暂的小规模冲突。这座城市在1873年4月3日建立区划后约十年开始重建。如今，许多重建时代的建筑成为本顿维尔最古老的建筑。
内战之后，该地区建立了充满活力的苹果产业，本顿县于1901年成为美国主要的苹果生产县。

### 二十世纪
在1920年代和1930年代，该县逐步建立起家禽养殖业领军者的声誉，这种声誉一直持续到第二次世界大战期间，并且该地区至今仍保持着这种地位。战后经济帮助了本顿维尔的发展，许多新商业开始出现。
1950年，山姆·沃尔顿在本顿维尔镇广场上购买了哈里森杂货店。1951年3月18日，他对店面进行了全面改建，并开设了“沃顿五分一毛杂货店”。这家小店最终促成了世界最大零售商沃尔玛的创立，至今仍对社区产生深远影响。
二十世纪后期和二十一世纪初，本顿维尔的制造业急剧减少，与此对应，与该地区自然环境和户外活动相关的旅游和娱乐业逐步繁荣。水晶桥美国艺术博物馆于2011年建成。这使得本顿维尔成为阿肯色州发展最快的城市，大西北阿肯色州地区也成为美国增长最快的地区之一。

## 地理
根据美国人口普查局，该市总面积为81.6平方（31.5平方英里），其中81.0平方（31.3平方英里）是陆地，而0.5平方（0.19平方英里），或0.67％，是水域。

### 都市区
西北阿肯色州地区由三个县组成：本顿县，麦迪逊县和华盛顿县。根据2000年的人口普查，该地区的人口为347,045人，到2010年人口普查时增加到463,204人（增加了33.47％），到2020年人口普查时则增加到546,725人。本顿维尔向东与罗杰斯市接壤，北与贝拉维斯塔接壤，西与森特顿接壤。西北阿肯色州地区机场（XNA）位于本顿维尔的西南部，以连接该地区与全国其他地区。在过去十年中，西北阿肯色州地区一直是美国增长最快的地区之一。 

### 气候
按照科本气候分类法，本顿维尔位于亚热带湿润气候区，受湿润大陆性气候类型的影响。本顿维尔拥有四个季节，并且迎接来自北部的冷空气团，但是某些极地气团被更高海拔的欧扎克山所阻挡。 7月是一年中最热的月份，平均最高气温89 °F（32 °C），平均最低气温66 °F（19 °C）。温度高于100 °F（37.8 °C）很常见。一月是最冷的月份，平均最高气温为46 °F（8 °C），平均最低气温为24 °F（−4 °C）。全市历史最高气温为114 °F（45.6 °C），记录于1954年。有记录的最低温度是−16 °F（−26.7 °C），记录于1996年。
| 本顿维尔，阿肯色（1981–2010）  | 本顿维尔，阿肯色（1981–2010） | 本顿维尔，阿肯色（1981–2010） | 本顿维尔，阿肯色（1981–2010） | 本顿维尔，阿肯色（1981–2010） | 本顿维尔，阿肯色（1981–2010） | 本顿维尔，阿肯色（1981–2010） | 本顿维尔，阿肯色（1981–2010） | 本顿维尔，阿肯色（1981–2010） | 本顿维尔，阿肯色（1981–2010） | 本顿维尔，阿肯色（1981–2010） | 本顿维尔，阿肯色（1981–2010） | 本顿维尔，阿肯色（1981–2010） | 本顿维尔，阿肯色（1981–2010） |
| 月份                           | 1月                           | 2月                           | 3月                           | 4月                           | 5月                           | 6月                           | 7月                           | 8月                           | 9月                           | 10月                          | 11月                          | 12月                          | 全年                          |
| ------------------------------ | ----------------------------- | ----------------------------- | ----------------------------- | ----------------------------- | ----------------------------- | ----------------------------- | ----------------------------- | ----------------------------- | ----------------------------- | ----------------------------- | ----------------------------- | ----------------------------- | ----------------------------- |
| 历史最高温 °F（°C）            | 76 (24)                       | 86 (30)                       | 89 (32)                       | 96 (36)                       | 93 (34)                       | 103 (39)                      | 114 (46)                      | 107 (42)                      | 106 (41)                      | 95 (35)                       | 85 (29)                       | 78 (26)                       | 114 (46)                      |
| 平均高温 °F（°C）              | 46 (8)                        | 51 (11)                       | 59 (15)                       | 69 (21)                       | 76 (24)                       | 84 (29)                       | 89 (32)                       | 89 (32)                       | 82 (28)                       | 71 (22)                       | 59 (15)                       | 48 (9)                        | 69 (21)                       |
| 平均低温 °F（°C）              | 24 (−4)                       | 27 (−3)                       | 35 (2)                        | 44 (7)                        | 54 (12)                       | 62 (17)                       | 66 (19)                       | 65 (18)                       | 57 (14)                       | 45 (7)                        | 36 (2)                        | 26 (−3)                       | 45 (7)                        |
| 历史最低温 °F（°C）            | −15 (−26)                     | −16 (−27)                     | −12 (−24)                     | 16 (−9)                       | 24 (−4)                       | 40 (4)                        | 45 (7)                        | 44 (7)                        | 30 (−1)                       | 18 (−8)                       | 5 (−15)                       | −15 (−26)                     | −16 (−27)                     |
| 平均降水量 （mm）              | 2.61 (66)                     | 2.77 (70)                     | 4.30 (109)                    | 4.27 (108)                    | 5.72 (145)                    | 4.79 (122)                    | 3.33 (85)                     | 3.35 (85)                     | 4.71 (120)                    | 3.59 (91)                     | 4.36 (111)                    | 3.41 (87)                     | 47.21 (1,199)                 |
| 平均降雪量 （cm）              | 2.8 (7.1)                     | 2.2 (5.6)                     | 2.3 (5.8)                     | 0 (0)                         | 0 (0)                         | 0 (0)                         | 0 (0)                         | 0 (0)                         | 0 (0)                         | 0 (0)                         | 0.1 (0.25)                    | 1.8 (4.6)                     | 9.20 (23.4)                   |
| 来源：The Weather Channel NOAA |                               |                               |                               |                               |                               |                               |                               |                               |                               |                               |                               |                               |                               |

## 人口
| 调查年                | 人口   | 备注 | %±     |
| --------------------- | ------ | ---- | ------ |
| 1880                  | 696    |      | —      |
| 1890                  | 1,677  |      | 140.9% |
| 1900                  | 1,843  |      | 9.9%   |
| 1910                  | 1,956  |      | 6.1%   |
| 1920                  | 2,313  |      | 18.3%  |
| 1930                  | 2,203  |      | −4.8%  |
| 1940                  | 2,359  |      | 7.1%   |
| 1950                  | 2,942  |      | 24.7%  |
| 1960                  | 3,649  |      | 24.0%  |
| 1970                  | 5,508  |      | 50.9%  |
| 1980                  | 8,756  |      | 59.0%  |
| 1990                  | 11,257 |      | 28.6%  |
| 2000                  | 19,730 |      | 75.3%  |
| 2010                  | 35,301 |      | 78.9%  |
| 2020                  | 54,164 |      | 53.4%  |
| U.S. Decennial Census |        |      |        |

在2020年，本顿维尔人口为54,164人。人口种族组成中，70.2％为非西班牙裔白人，3.5％为非西班牙裔黑人，0.7％为美洲原住民，12.2％为亚裔，0.1％为太平洋岛民，其他种族为3.9％，两个或多个种族为3.5％。西班牙裔美国人或拉丁美洲人约占10.2％。
根据西北阿肯色理事会2018年的报告，西北阿肯色地区的社区族裔多元化正在持续增强。预计到2022年，亚裔人口将占总人口的8%。本顿维尔学区的学生一共使用63种语言，有相当多的学生的母语为泰卢固语、泰米尔语、印地语等主要在印度使用的语言。在所有16,894名学生中，335人在印度出生，14人在中国出生。

## 文化
本顿维尔的文化结合了南方城市、小型市镇、全球商业中心和西北阿肯色地区的多种特点。
本顿维尔具有阿肯色州作为一个南方州普遍具有的许多特征，但它也吸收了中西部和西部的文化影响。这个城市的许多第一批定居者来自北佐治亚州，北阿拉巴马州，肯塔基州，北卡罗来纳州和田纳西州，因为他们觉得欧扎克山区与他们熟悉的阿巴拉契亚山脉很像。
与中西部和深南部常见的定居模式不同，阿肯色州高地的定居者并没有开展使用奴隶的大规模种植园农业，而是定居在小聚居点，主要依靠自给农业和狩猎为生。对欧扎克山区和阿巴拉契亚山区居民的“乡巴佬”刻板印象正是很大程度上来自于他们居住深山、成群定居、身无现金的生活。本顿维尔南方浸信会和卫理公会派基督教信徒的比例很高，这确实反映出这里与美國深南部的联系。
由于城中有沃尔玛，本顿维尔还是大量零售供应商和其他支持企业的国际中心。根据本顿维尔-贝拉维斯塔商会的说法，超过1,250个供应商在阿肯色州西北部设有办事处，以维系与沃尔玛的业务。
受到信息技术和软件工程职位的吸引，来到本顿维尔的印度人逐渐增多，也带来了丰富的印度文化。该市拥有18个板球球队和众多球迷组成的板球联赛，这些球队和球迷大多来自印度文化社区。2018年末，在城市西南新建一个板球球场的计划获得了批准。当地有许多地道的印度菜餐馆，提供源自印度各个地区的菜品。2012年，由西北阿肯色印度教协会筹款修建的该地区首个印度教寺庙竣工开放，开始服务当地数千印度教信众。

### 艺术

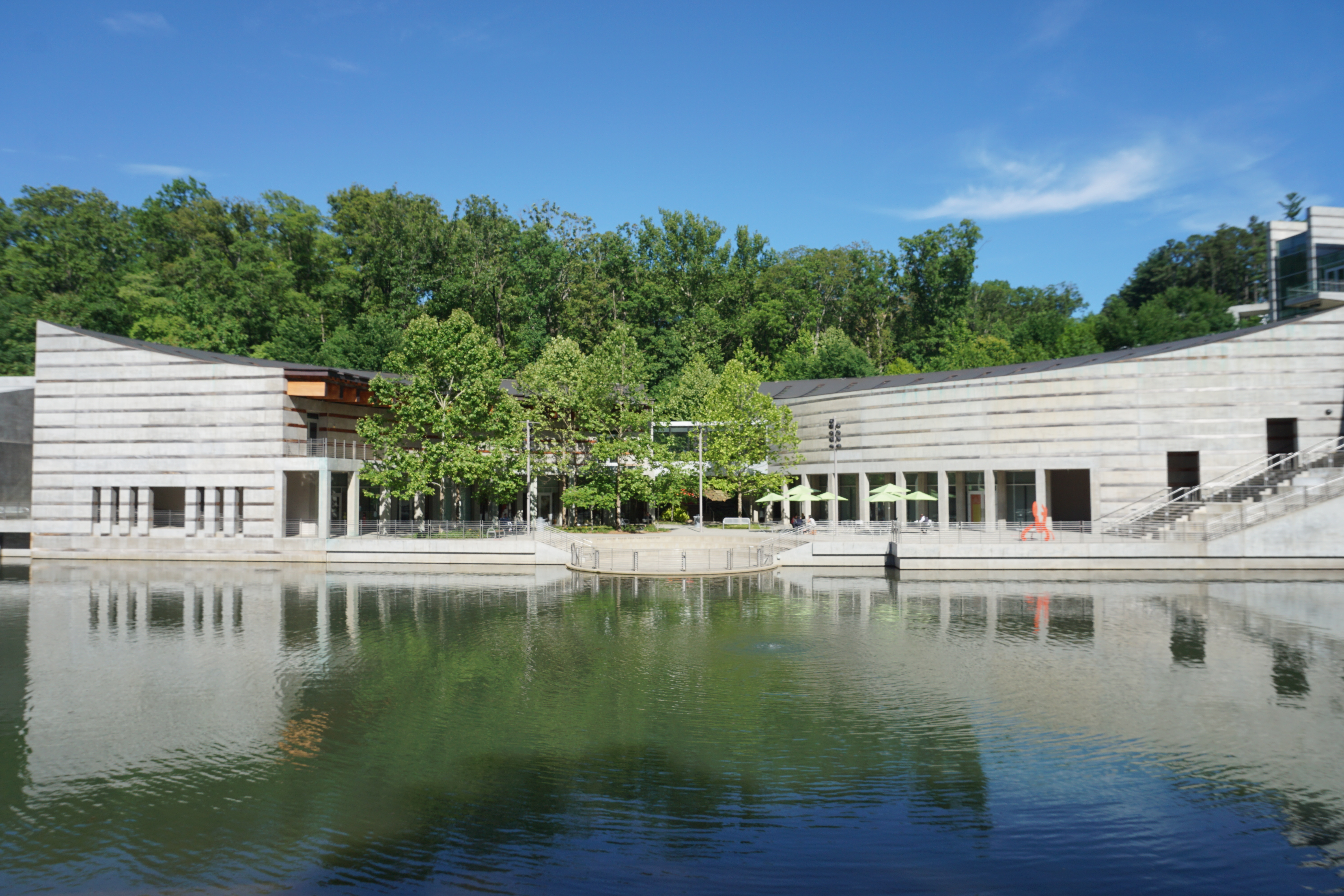
水晶桥美国艺术博物馆

水晶桥美国艺术博物馆是一座耗资4.5亿美元的美国艺术博物馆，由建筑师莫西·萨夫迪设计，步行即可到达本顿维尔市中心。该博物馆由爱丽丝·沃尔顿于2011年建立，收藏了美国各个时代的许多杰作，包括沃尔顿私人收藏的许多作品。
从2015年开始，本顿维尔电影节于每年5月的第一周在本顿维尔市中心举行。超过85,000名与会者参加了为期一周的活动。

### 历史街区
国家历史古迹名录上收录了30多个本顿维尔的遗址、建筑物、构筑物。该市包含两个历史住宅区：第三街历史区和中央西大街历史区。这两个地区都拥有历史悠久的民居建筑，以其建筑风格和对城市早期历史的贡献而著称。一共有超过40房屋被列为历史区建筑。在历史区内，著名的民居包括Craig-Bryan别墅， Elliott别墅， James A. Rice别墅和“A”街的Rice别墅。该市其他地方的住宅名单包括皮尔公馆，斯特劳德别墅和Young上校别墅。
国家历史古迹名录中还收录了历史悠久的公共建筑如本顿县法院，Benton County Jail ，Bentonville High School ，商业建筑如Benton County National Bank，Massey Hotel，Roy's Office Supply Building和Terry Block Building，以及两个公墓。
受到黑人的命也是命运动的影响，于1908年安装在城市中心广场的邦联纪念碑于2020年9月被拆除，并将被转移到附近的一个公园中。

## 著名人士
- 美国参议员，阿肯色州第14任州长James Henderson Berry
- 本顿维尔市阿肯色州众议院共和党议员吉姆·多森
- 本顿维尔市阿肯色州众议院共和党议员丹·道格拉斯
- 阿萨·哈钦森，第46任现任阿肯色州州长
- 美国前参议员蒂姆·哈钦森
- 沃尔玛首席执行官道格·麦克米伦
- 马里克·蒙克，夏洛特黄蜂队的现任NBA得分后卫。
- Lee Seamster阿肯色州最高法院首席大法官；本顿维尔市市长，1921-1922年
- 航空先驱路易丝·塔登，多项航空纪录的拥有者，也是首位获得本迪克斯奖杯的女性
- 阿肯色州众议院共和党议员德怀特·托什；前州警察，本顿维尔前居民
- 冒险/戏剧电视节目JAG的女演员Karri Turner
- 吉姆·沃尔顿，阿尔维斯特银行主席，沃尔玛的创始人山姆·沃尔顿的小儿子